# دستگاه فروش ماری‌جوانا
دستگاه فروش ماری‌جوانا یک دستگاه فروش برای فروش یا پخش ماری‌جوانا است. اکنون در ایالات متحده و کانادا از این دستگاه‌ها استفاده می‌شود. برخی از این دستگاه‌ها برای کار کردن ممکن است به اثر انگشت فرد نیاز داشته باشند. در کانادا از سال ۲۰۱۳، دستگاه‌های فروش ماری‌جوانا در مراکزی که این ماده را کشت می‌کنند، قرار داده شد شد. هم‌اکنون حداقل سه شرکت در حال توسعه دستگاه‌های فروش خودکار هستند.
در سال ۲۰۱۹، یک دستگاه فروش ماری‌جوانا در آتن، یونان، برای محصولات شاه‌دانه با میزان CBD و THC کم نصب شد.

## برای مطالعهٔ بیشتر
- "Marijuana Vending Machine Unveiled In Colorado". NPR. April 13, 2014. Retrieved June 5, 2017.
- "Video: Marijuana Vending Machine Unveiled". ABC News. April 21, 2012. Retrieved June 5, 2017.